# Arend Heyting
Arend Heyting (Amsterdam, 9 maggio 1898 – Lugano, 9 luglio 1980) è stato un matematico e logico olandese.
Allievo di Luitzen Brouwer all'Università di Amsterdam, insieme a lui è uno dei principali esponenti dell'intuizionismo matematico.
Si è occupato dell'assiomatica della geometria proiettiva e dell'algebra intuizioniste, ottenendo anche importanti risultati nella teoria intuizionista degli spazi di Hilbert.
Fondamentali sono state le sue formalizzazioni della logica e della matematica intuizioniste (1930). Per la logica, Heyting si fonda sull'interpretazione delle formule logiche come "intenzioni di costruzioni": 'non A', per es., indica l'intenzione di una contraddizione connessa con l'intenzione originale A. Successivamente Heyting interpretò le formule logiche come asserzioni su costruzioni, per cui la logica intuizionista viene caratterizzata come una logica del conoscere, a differenza di quella classica, che è una logica dell'essere. Queste formalizzazioni di Heyting furono da alcuni considerate come una completa descrizione dell'intuizionismo; si ritenne quindi che esse fossero in contraddizione con la tesi brouweriana della non essenzialità del linguaggio per la matematica intuizionista. Ma già nel 1930 Heyting aveva sostenuto l'impossibilità di una sua completa formalizzazione, poiché "le possibilità di pensare non possono essere ridotte a un numero definito di regole costruite anticipatamente". La formalizzazione (come l'assiomatizzazione) è solo un ausilio per la comunicazione: se è vero che l'intuizionista non cerca il rigore del linguaggio, ma nel pensiero matematico stesso, questo però non implica una separazione assoluta fra linguaggio e matematica. "Nella effettiva ricerca matematica il linguaggio è coinvolto in modo essenziale fin dall'inizio".